# ノースカロライナ級戦艦
ノースカロライナ級戦艦（ノースカロライナきゅうせんかん、North Carolina-class battleship）は、アメリカ海軍がワシントン海軍軍縮条約以後初めて建造した戦艦2隻の艦級。本級は弩級戦艦フロリダ級の代艦として建造された艦である。

## 概要

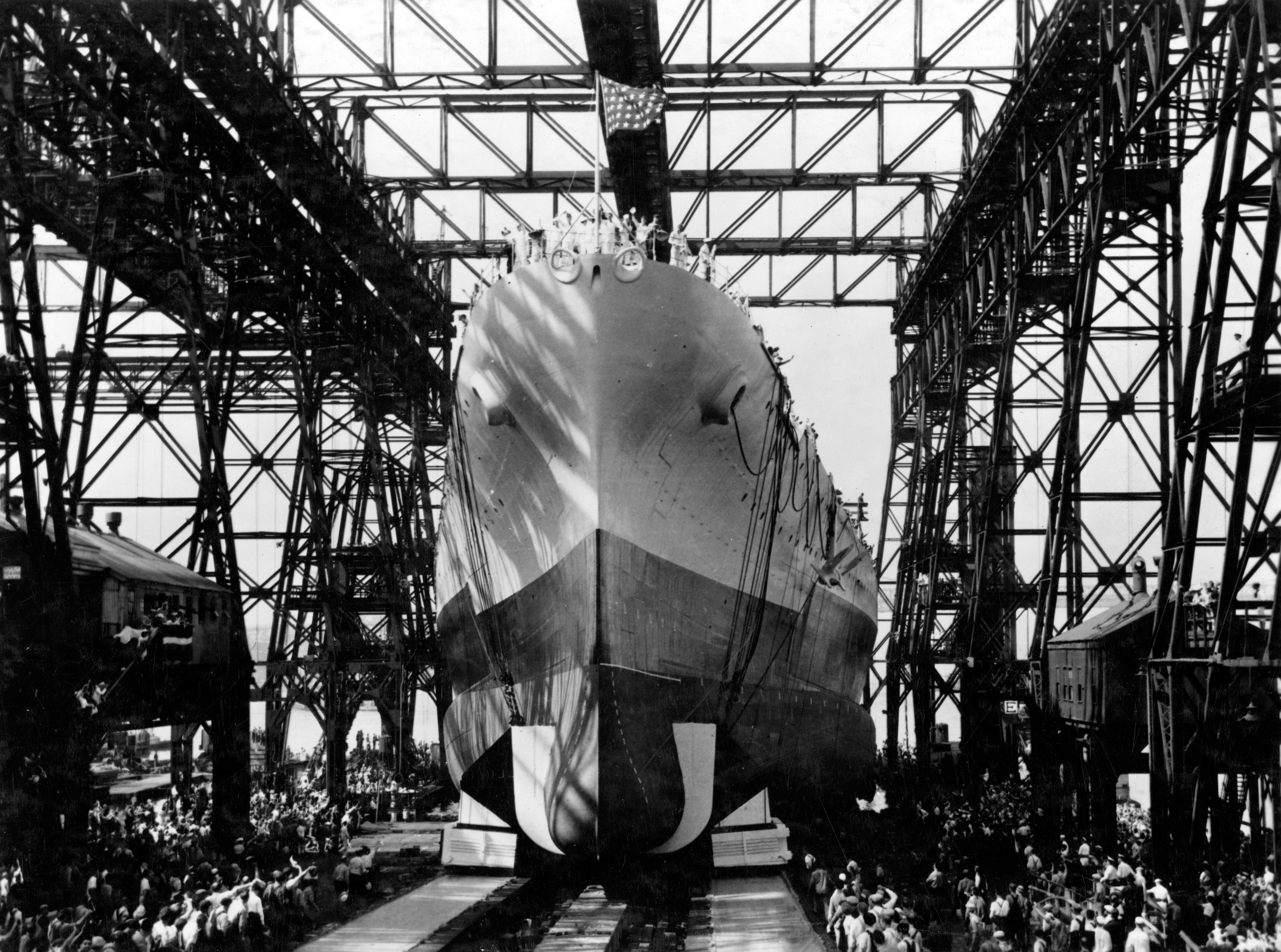
写真は進水中の本艦。

アメリカ海軍初の高速戦艦(Fast Battleships)でワシントン海軍軍縮条約の条約明けにともない建造された。従来よりアメリカ海軍は戦艦設計にあたり、伝統的に速力よりも火力と防御力を重視しており、コロラド級が21ノットを発揮できたが、これは艦隊速度よりも海外の拠点へ無寄航で航行可能な航続性能に重点を置いたためである。
しかし、海軍休日時代の技術発展により小型で高出力と低燃費を兼ねそなえる機関を開発できたため、ノースカロライナ級は機関出力を一挙に4倍に増強し、前時代の巡洋戦艦並の27ノットぐらい速力を発揮できた。
また、主砲配置はネヴァダ級からコロラド級に至るまで、前後の主砲門数は均等に配置されていたが、本級から前部に2基、後部に1基の門数比率は2対1となり前方火力を重視している。外観上の特色としてはアメリカ戦艦の特徴として知られている籠マスト型前檣から脱却して、上部構造物は二重防御式の円柱型艦橋を採用した。この円柱マストは真珠湾攻撃で大損傷を負った旧式戦艦や条約型戦艦にも修理と並行して近代化改装し、設置された。

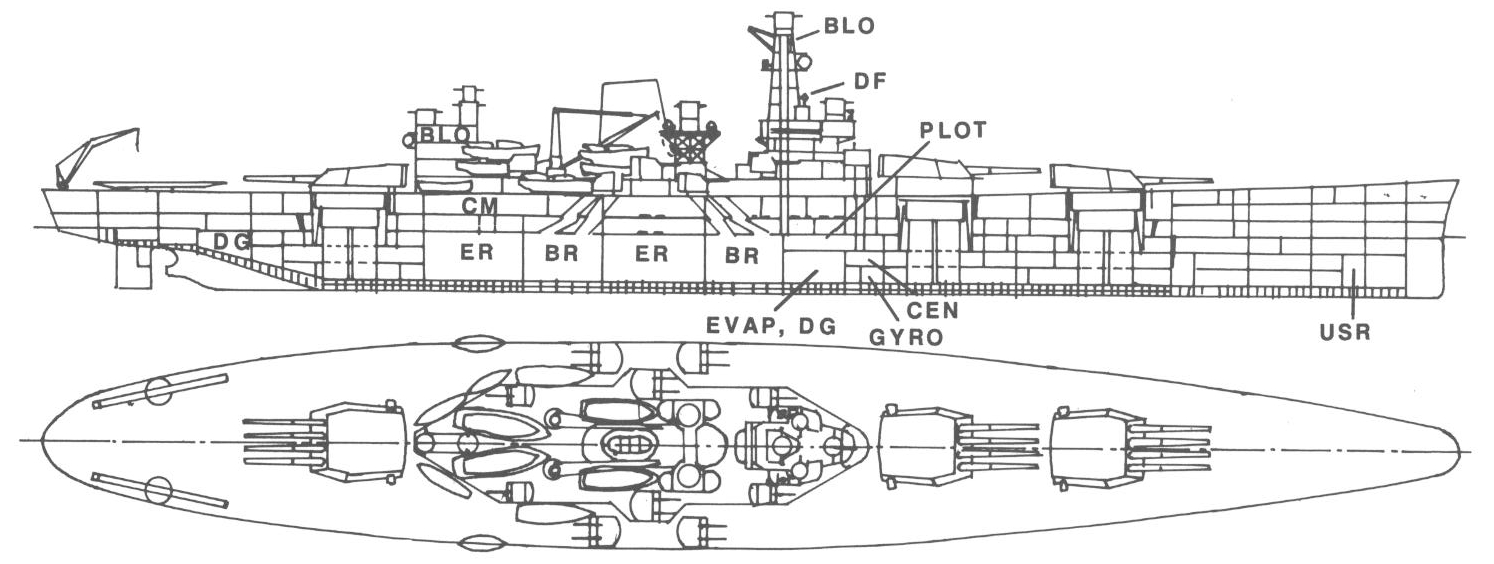
14インチ四連装砲3基の設計案の図。

ノースカロライナ級の持つ弱点は、第二次ロンドン軍縮条約の影響によるものである。米英は、日本に対して建造中のポスト条約型戦艦の主砲口径が16インチであるかどうか質問し、返答がなければ16インチと判断して自国の戦艦も16インチ砲搭載とする手はずであった。結果として日本が返答しなかったため、建造中であった14インチ4連装砲搭載戦艦ノースカロライナ級を急遽16インチ3連装砲に換装した。もともと換装を想定した設計であり、かつ過去のコロラド級戦艦で同様の換装は経験済みであったので変更は容易であった。施されている装甲は対14インチ砲用のものであったが、甲板装甲を中心に前級よりも大幅に装甲を強化し安全距離に余裕を持たせた設計のため、15インチ砲や遠距離戦での16インチ砲に対してもある程度の防御力を持つ。

## 兵装

### 主砲
本級の主砲は第二次ロンドン軍縮会議で主砲の口径は14インチ(35.6cm)砲とすることがほぼ確定しており、本級も35.6cm砲搭載艦として砲塔の設計が開始されていた。問題は砲塔の数で従来艦のように砲塔の数を前級よりも1基少ない3基としていたことである。戦艦設計のセオリーでは主砲の門数は前級よりも少ないことは火力的に好ましくないとされていたため、仮に三連装砲塔ならば3基で9門となり25%の減少となってしまう恐れがあった。しかし、アメリカ設計陣にはそれを解決するアイディアがあった。それこそが四連装砲塔である。これを搭載するならば四連装砲3基で門数12門を達成することができ、旧式戦艦と比べて火力は同等である。本級においてアメリカ海軍では再び四連装砲塔の開発に着手することとなった。砲塔の基本形式は旧式戦艦のそれを踏襲し、固定角装填方式で仰角5度に改められた。各砲身は個別に俯仰可能であり、通常使用時はクラッチで接続して連動して上下することもできるのは旧式戦艦と同様である。主砲身はテネシー級戦艦で搭載された「Mark 11 35.6cm(50口径)砲」を改良した「Mark B 35.6cm(50口径)砲」を採用している。重量680kgのAP Mark 16砲弾を最大仰角30度で射距離33,650mまで届かせることができる性能であった。射程18,000m以内で舷側装甲349mmを、射程32,000m以上で甲板装甲177mmを抜く能力があったと記録に残っている。発射速度は毎分2発、仰角は30度/俯角5度で動力は電動であった。しかし、前述のとおり本級の主砲口径は16インチへと変更され、この砲塔設計は日の目を見なかった。
建造途中に主砲塔は35.6cm四連装砲塔から40.6cm三連装砲塔へと変更された。主砲身は新設計の「Mark 6 40.6cm(45口径)砲」を採用し、主砲塔形式は連装砲から三連装砲へと変更された。その性能は前級の重量1,016kgよりも209kgも重い重量1,225kgのAP Mark 8砲弾を最大仰角45度で射距離33,741mまで重量861.8kgのHC Mark 13砲弾を最大仰角45度で射距離36,741m届かせる事ができる性能であった。35.6cm砲と比べて主砲門数こそ減少したものの、威力は桁違いとなった。仰角は45度/俯角2度で動力は電動のままであった。
| 射距離                  | 仰角  | 落角  | 存速(m/s) | 対垂直甲鈑 | 対水平甲鈑 |
| ----------------------- | ----- | ----- | --------- | ---------- | ---------- |
| 10,000ヤード（9,144m）  | 6.1°  | 7.6°  | 576       | 597mm      | 28mm       |
| 15,000ヤード（13,716m） | 9.9°  | 12.2° | 510       | 520mm      | 77mm       |
| 20,000ヤード（18,288m） | 14.9° | 19°   | 460       | 448mm      | 109mm      |
| 25,000ヤード（22,860m） | 20.0° | 27.5° | 420       | 382mm      | 146mm      |
| 30,000ヤード（27,432m） | 28.7° | 36°   | 410       | 324mm      | 194mm      |
| 35,000ヤード（32,004m） | 28.7° | 36°   | 410       | 266mm      | 268mm      |

### 副砲・対空装備等
アメリカ海軍戦艦の副砲は弩級戦艦フロリダ級から超弩級戦艦コロラド級に至るまでMarks 7～9, 14,15 12.7cm(51口径)速射砲」を採用しており、また、高角砲は「Marks10,11,13,17 12.7cm(25口径)高角砲」を採用していた。しかし、本級からアメリカ海軍は船体を小型化するために副砲と高角砲の役割を一元化して武装重量を減らす試みを採った。
本級以前のアメリカ戦艦では主砲塔間に挟まれた船体中央部の広い範囲にケースメイト配置で副砲を配置し、その空いた場所に高角砲を設置するのが列強海軍では普通であったが、この場合は副砲は広い射界を有するものの、高角砲は艦橋や煙突など上部構造物に射界を阻まれ、効果的な対空射撃を行えない恐れがあった。そこで副砲に高角砲の役割を兼任させて解決させようと試みたのである。
新設計の両用砲として「Mark 12 12.7cm（38口径）両用砲」を採用した。この砲は発射速度は毎分12～15発、仰角は85度・俯角15度と広範囲に指向できた。最大射程は重量25kgの砲弾を仰角45度で射距離15,903m、最大仰角で高度11,887mまで届かせることが出来る優秀砲である。なお、この砲は厳密に言えば砲塔ではなく、連装式の砲架の上に対機関砲弾防御の45mm装甲でできたカバーを被せているだけである。また、副砲の砲身が38口径と既存の51口径よりも短く感じるが、これは当時のモーターの性能では、装甲を施した砲塔に長砲身の大砲を載せて戦闘機を追従できる高出力のものを開発するのが困難であった事が理由のひとつで、意図的に砲身を短く設計していた。これを二本煙突の両脇に内側に3基、外側に2基の方舷5基の計10基を搭載した。この配置により前後方向に最大8門、左右方向に最大10門が指向でき、対空火力で見れば同排水量クラスでは最大といえるもので、後継艦もこの配置を採用しているので一つの完成型といえる。
他に対空火器としてMark 2 28mm(75口径)四連装機関砲を4基、近接対空防御用に12.7mm単装機銃を12丁装備していた。更に1942年にエリコン20mm(70口径)機銃と12.7mm機銃の追加装備が行われたが、第二次世界大戦当時には28mm機関砲は旧態化していたため、スウェーデンのボフォース社製「40mm（56口径）機関砲」への更新が行われた。この40mm四連装機関砲を10基搭載したが、更に15基にまで増強された。

## 機関
本級は当初は巡洋戦艦並の速力30ノット以上が切望されたが、設計段階で主砲塔の換装や防御力の強化等で機関に充てられる重量が制限されたため、速力27ノットの戦艦として設定された。それでも、限られた機関重量で要求性能を満たすために積極的に新技術を投入した。本級の機関は駆逐艦用として開発されたものを更に改良したもので、575psi、蒸気圧力40.42kg/平方cm、蒸気温度850°F(454°C)という高熱蒸気を用いるバブコック・アンド・ウィルコックス式高温高圧缶で、これを8基搭載した。これに新開発の二段階減速ギアを持つGE製ギヤード・タービンと組み合わせた。他国では信頼性を考えて一段減速ギヤード・タービンを採用していたが、アメリカ海軍では意欲的な新技術を採用した。その実力は公試において機関出力100%で最大出力121,000馬力を発揮し、燃料消費量から15ノットで17,450海里を航行出来ると計算された。試運転では28ノットまで可能だったが、対空兵装などの装備増設で排水量が増加し、1945年には26.8ノットで低下し、燃料消費量から15ノットで16,320海里、25ノットで5,740海里となった。全出力と満載のときに26.4ノットは良好とみなされた。
機関配置はボイラー缶2基とギヤード・タービン1基を1セットとして並列に4セット並べられ、1セットごとにボイラー缶とタービンの順番が前後に入れ替わる『シフト配置』を採用している。この配置方式は日独戦艦で用いられた「全缶全機配置」と比べ、機関室が複雑化するが被害時の機関の生存性能が高い利点があった。

## 防御
本級の垂直防御は15度傾斜させた305mmで、対35.6cm砲弾の場合では理論上17,400～27,400mの広範囲で耐えうると判断されている。対40.6cm砲弾への防御では安全距離は20,000～25,000mと狭まってしまうが、当時の戦艦の交戦距離を考えると40.6cm砲弾に対してもある程度の防御力を確保していると言える。

### 装甲
- 垂直防御：305mm裏面にSTS19mm、下端部168mm裏面にSTS19mm（傾斜15度）
- 水中防御：10mm、10mm、16mm、19mm、11mm(幅員5.64m、空層-液層-液層-液層-空層)
- バルクヘッド：282mm
- 砲座
  - 前面：373mm
  - 側面：406mm
  - 後面：292mm
- 弾薬庫
  - 側面：95mm～56mm（傾斜15度）
- 砲塔
  - 前面：406mm
  - 側面：249mm
  - 後面：300mm
  - 天蓋：178mm
- 副砲：STS50mm
- 司令塔
  - 前後面：373mm
  - 側面：406mm
  - 天蓋：178mm
- 甲板中央線
  - 主甲板：STS37mm
  - 二段：91mm+STS36mm
  - 三段：STS16mm
- 舷側甲板
  - 主甲板：STS37mm
  - 二段：104mm+STS36mm
  - 三段：STS19mm

## 船体
当初ノースカロライナ級は主力戦艦として考えられたが、大部分の作戦行動は後継に建造されたサウスダコタ級やアイオワ級とともに高速航空母艦を主力とした機動部隊の護衛として運用された。当初やや冗長とみられた船体は結果的に対空火器の増備に適し、その意味では歓迎された。
ノースカロライナ級の艦尾は船体抵抗の減少などを目的としてツインスケグと呼ばれる形状をしていたが、高速航行時にはこれが原因とみられる振動が発生した。振動の影響を軽減するため対策が行われある程度は改善したが、完全には解決しなかった。
ノースカロライナはその名前の由来であるノースカロライナ州の博物館に変わったが、ワシントンは第二次世界大戦が終結した後、解体処分された。

## 同型艦
- ノースカロライナ（USS North Carolina, BB-55）
- ワシントン（USS Washington, BB-56）

## 登場作品

### 漫画
『ジパング』
第88話から第99話にノースカロライナが登場している。アリューシャン列島奪還作戦に参加しており、アリューシャン到着直前のところで、アッツ&キスカ両守備隊の撤退支援を行っていたイージス護衛艦「みらい」と遭遇し、同じく奪還作戦に参加している他艦と共に「みらい」と戦闘を繰り広げる。

### ゲーム
『艦隊これくしょん -艦これ-』
2020年秋イベントの第三作戦海域（E-3）突破報酬としてワシントンが登場する。
『naval creed warships』
アメリカtier4ツリー艦艇として、ノースカロライナが登場している。同tierの中でもとりわけ対空性能が高い。